# 妖怪盗賊マザリシャリフ
『妖怪盗賊マザリシャリフ』（ようかいとうぞくマザリシャリフ）は、魔夜峰央による日本の漫画作品。学研の『LCミステリー』にて1994年から1995年にかけて連載された。

## 概要
妖女と人間のハーフである美形盗賊マザリシャリフが、華麗な盗みのテクニックを駆使して世界各地の秘宝を奪う活劇作品。全19話。連載初期はシリアス風味のストーリー漫画だったのだが、第5話よりシリアスなストーリー漫画の途中に3頭身キャラクターによる4コマ漫画を断続的に挿入するという特殊な紙面構造に変化する（いわゆるストーリー4コマ漫画とも若干異なる作風）。4コマ漫画のシーンでは展開がギャグ中心となるため、一つの物語の中でギャグとシリアスの両立が実現している。作者はこのような手法を「ストIV」（ストーリー+4コマ）と称しており、同時期に掲載された『ゼロ星』や『パタリロ!』のエピソードでも同じ手法がとられている。

## ストーリー
ここは科学と魔法が同時に発展したもう一つの地球。主人公マザリシャリフは独立魔術師であった父シャフーザと妖女との間に生まれた美青年である。しかしマザリシャリフは父の失態から魔王ハム＝ラムの下僕とされてしまっている。魔王はマザリシャリフの最愛の妹を人質にとったうえで、「2年のうちに20個の秘宝を集めて献上することができれば、自身と妹を解放する」と約束した。ハム＝ラムが要求する秘宝はどれも魔術・科学の粋を結集した高度なセキュリティで守られたものばかり。しかし、妖女と人間のハーフであるマザリシャリフには妖怪形態への変身能力があり、それを駆使してどんな秘宝をも華麗に盗む出す。

## 登場人物

### マザリシャリフと仲間達
マザリシャリフ
本作の主人公。魔王ハム＝ラムとの契約で盗賊稼業をするはめになった美形の青年。独立魔術師であった父シャフーザと妖女との間に生まれたハーフで、常人より高い身体能力を持つ。腕を鉤爪のついた妖怪形態に変形させることもでき、これらの力のおかげもあって盗みのテクニックは超一流。
格闘能力が高いため目立った武器などは所持しない。ただし、魔力を込めたタロットカードを所持しており、これを利用して様々なアクションを可能としている。このカードはマザリシャリフの意思で自由自在に飛来させることができ、カードに斥候を命じれば偵察行動させることも可能。武器として使えば敵を切り刻み、数十枚を同時に操れば敵の攻撃から身を守る盾にもなる。カードの図柄に応じたものを召喚することさえ可能。
飄々とした性格だが、目的のためなら手段を問わない冷酷な面もある。父であるシャフーザを変態色魔と蔑んでいるが、本人も色情狂といって差し支えないレベルの女好き。相棒である妖魔のヘンベルを女性形態に変身させて襲おうとしたこともある。なお、美少年相手にも欲情する。これらの性的な欲求には恋愛感情はほとんど絡まない。恋愛感情については異母妹であるマージアただ一人に向けられている。血のつながった妹相手に恋心を抱いているのは本人の中では若干後ろめたさも感じている様子だが、最終回にはふっきれている。
ヘンベル
魔王ハム＝ラムの使い魔である妖魔。マザリシャリフの監視役で、盗賊稼業の相棒でもある。一つ目の黒い小人のような姿をしており、一人称は「オイラ」。優れた変身能力を持ち、猫型、女性型、コウモリ型など様々な形態に変身することができる。作中では人間の女性形態をとることも多い。
性格は比較的真面目で、暴走しがちなマザリシャリフのストッパーになっているところもある。家事全般も得意でマザリシャリフの世話役もこなしている。マザリシャリフとは腐れ縁ではあるが友情は感じている様子。4コマモードでは徹底したギャグ担当。ボケもツッコミも双方こなせる。
女性形態に変身すると精神構造そのものが変化し、思考や口調が女性的になる。これは他の形態への変身では見られない特徴である。
ハム＝ラム
魔界の魔王の一人。魔界と人間界とをつなぐ門番をしていて、門を破ろうとした魔術師シャフーザを殺した。それと同時にシャフーザの娘であったマージアを次元睡眠で封印し、彼女の解放を条件にシャフーザの息子であるマザリシャリフを下僕にする。世界中に伝わる様々な秘宝を欲しており、2年以内に20の秘宝をマザリシャリフが集めることができればマーシアとマザリシャリフを解放すると約束している。
しわだらけの肉の塊のような外見をしており、顔にあたる部分には無数の触手つきの目玉がついている。
シャフーザ
マザリシャリフの父親。魔法ギルドに属していない「独立魔術師」。人間的なモラルが欠落しており、自身の目的や快楽のためなら人道に外れた行為も躊躇することがない。マザリシャリフをはるかに超える色魔で、人間なら老若男女を問わず、妖魔、使い魔、果ては動物にまで手を出し世界中で乱交に及んだ。辺土界（リンボ）のおぞましき妖女にも手を出し、その結果生まれたのがマザリシャリフである。
禿頭の髭面の中年として描かれることが多いが、自身の外見を変形させることなどは魔術で容易にでき、長髪のダンディな紳士になることもある。
相当な魔力の持ち主であり、更なる力を求めて魔界へ侵入しようとしたが、門番であった魔王ハム＝ラムに殺されたが…。
リントラ
マザリシャリフの母親である妖女族の長。現在は人間形態に化けて人間界にやってきており、高級娼婦をやっている。非常に高慢な性格だが、気に入った相手には礼を尽くす部分もあり、木賃宿のオヤジのスポンサーになり、宿の建て替えの支援なども行っていた。自身の本性であるおぞましい妖女形態のまま交わったシャフーザに対して惚れ込んでいる。
シャフーザと同様に人間的なモラルは欠落しており、自身の息子であるマザリシャリフと性的関係を持とうとしたこともある。マザリシャリフとカードブラザーズとの対決においてはマザリシャリフを支援した。
マージア
マザリシャリフの異母妹。ハム＝ラムにより次元睡眠（ディメンジョンスリープ）されており、時間が止まったかのように一切の老化もせず眠り続けている。
木賃宿のオヤジ
カナディア王国の首都ココニ・オッタワで木賃宿を経営している老人。小者で金にがめつい。マザリシャリフが宿に泊まったことがきっかけで彼とカードブラザーズとの対決に巻き込まれてしまい、なし崩し的にマザリシャリフたちと行動を共にするようになった。

### カードブラザーズと関係者達
カードブラザーズ
トランプを自由自在に操り武器にすることができる5人の兄弟達である。全員が優れた武術家として名を馳せており、マザリシャリフのライバルとして立ちふさがる。実はシャフーザの息子達であり、マザリシャリフとは異母兄弟にあたる。
彼らの使うトランプはシャフーザから送られたもので、長兄のフェニックス以外はシャフーザのことを人格的にはともかく実力ある魔術師として敬意を持っており、マザリシャリフのことを「偉大な父が戯れに妖女に産ませた望まれない子供」と蔑んでいる。
ウルフカード
カードブラザーズの五男。マザリシャリフと初めに対決したブラザーズ。秘宝「クレオパトラの埋葬布」のボディガードとして雇われていたところに、盗みに入ってきたマザリシャリフと対決した。対決の途中で埋葬布の魔力に魅入られたウルフカードは隙を見せ、マザリシャリフに殺害される。彼の殺害がきっかけで、他のブラザーズは仇を取るためにマザリシャリフを狙うことになった。
タイガーカード
カードブラザーズの四男。秘宝「アルハンブロの聖杯」の奪還の際にマザリシャリフと対決。カードを巨大化させてマザリシャリフを襲うという戦法を使ったものの、腕を妖怪形態に変形させたマザリシャリフに胸を貫かれて死亡。
サラマンドラカード
カードブラザーズの三男。火炎カードの使い手で、秘宝「千年竜の目玉」を奪って逃走中のマザリシャリフと対決した。激しい戦いの末マザリシャリフのタロットカードのほとんどを燃やし尽くした。その際に大怪我を負ったが生還。ドラゴン、フェニックスと共にマザリシャリフを追い続ける。
ドラゴンカード
カードブラザーズの二男。カード使いであるだけでなく武芸家として優れており、抜刀術の使い手。ブラザーズの中では最も冷静沈着だが、身体的特徴（禿頭）を指摘されるとキレる。サラマンドラ、フェニックスと共にマザリシャリフを追い続ける。
フェニックスカード
カードブラザーズの長男。最強のブラザーズ。シャフーザの血を最も強く引いており、そのせいかほとんど老化せず若い姿のまま。マーシアそっくりの外見で女性と見紛うばかりである。しかしその外見と裏腹に口は悪い。
母親に対して深い愛情を持つマザコン。母の元から失踪したあげくにおぞましい妖女との間に子を作った父シャフーザを、母を裏切ったとして深く憎んでいる。サラマンドラ、ドラゴンと共にマザリシャリフを追い続ける。
神聖ローム皇国の皇女
カードブラザーズの母者人。レギュラーキャラクターとして頻繁に登場するが名前は最後まで明かされなかった。
マザリシャリフと対決するブラザーズのことを心配に思いつつも、兄弟の仇を討とうとするブラザーズを誇りに思っている。
かつてシャフーザが皇室と関係を持った方が何かと好都合ということで、この皇女をたぶらかして結婚し籍を入れたことがある。数年を皇女と共に過ごしカードブラザーズが生まれてから失踪した。同居生活中からシャフーザはやりたい放題だったようだが（この頃マージアの母親にも手を付けていたらしい）、皇女は今でもシャフーザのことは忘れられないようである。マザリシャリフに対しては夫の浮気相手（妖女リントラ）の息子ということで良い感情は持っていない。
実はローム皇国の皇子と結婚して皇室入りした女性で息子たちの体質に関してはある秘密が存在する。
ガーフィールド＝アルフォンスIII世
カードブラザーズの叔父。神聖ローム皇国の皇子。マザリシャリフと瓜二つの外見を持つ（ガーフィールドは瞳が複眼のように描かれるためそれで区別がつく）。遊び人であり、その地位を利用して暗黒街のボスのところで居候をしている。一族からは厄介者扱いされているが野心は高く、賞金をかけられたマザリシャリフを捕らえようとした。
塔の魔女
長い時を生きている高名な占い師。呪術や魔術にも長けている。相当な年齢のはずだが魔力で若さを保っている。若さを保つために幾人もの若い女性のエキスを吸い取っており、マザリシャリフからは邪悪の魔女として認識されている。神聖ローム皇国の皇女とは友人同士。
マザリシャリフが狙う秘宝の一つが「塔の魔女の水晶玉」であり、マザリシャリフとは何度も攻防戦を演じている。物語後半ではカードブラザーズや魔法ギルドと結託してマザリシャリフと戦った。

## 単行本
学研 ピチコミックミステリー
- 妖怪盗賊マザリシャリフ（全3巻・絶版）

秋田文庫
- 妖怪盗賊マザリシャリフ（全2巻）